# 张仲方
张仲方（766年—837年），韶州始兴人。
张九龄的族孙、張抗與陳氏之子。高郢見而異之，以國器屬之。貞元年間中進士，補秘書省正字。官至京兆尹。张仲方性格懦弱，太和九年（835年）甘露之变后，禁軍暴橫，仲方不敢過問，宰相李石以其不胜任，奏罢其官，以司农卿薛元赏接其職，後貶华州刺史。开成元年入京为秘书监。開成二年卒，年七十二歲。赠礼部尚书，谥曰成。著有文集三十卷。
夫人博陵崔氏，生子張景宣、張茂玄、張智周；兩女嫁楊澥、陸賓虞。

## 延伸阅读
[在维基数据编辑]
 《舊唐書·卷171》，出自刘昫《舊唐書》